# Kozolec

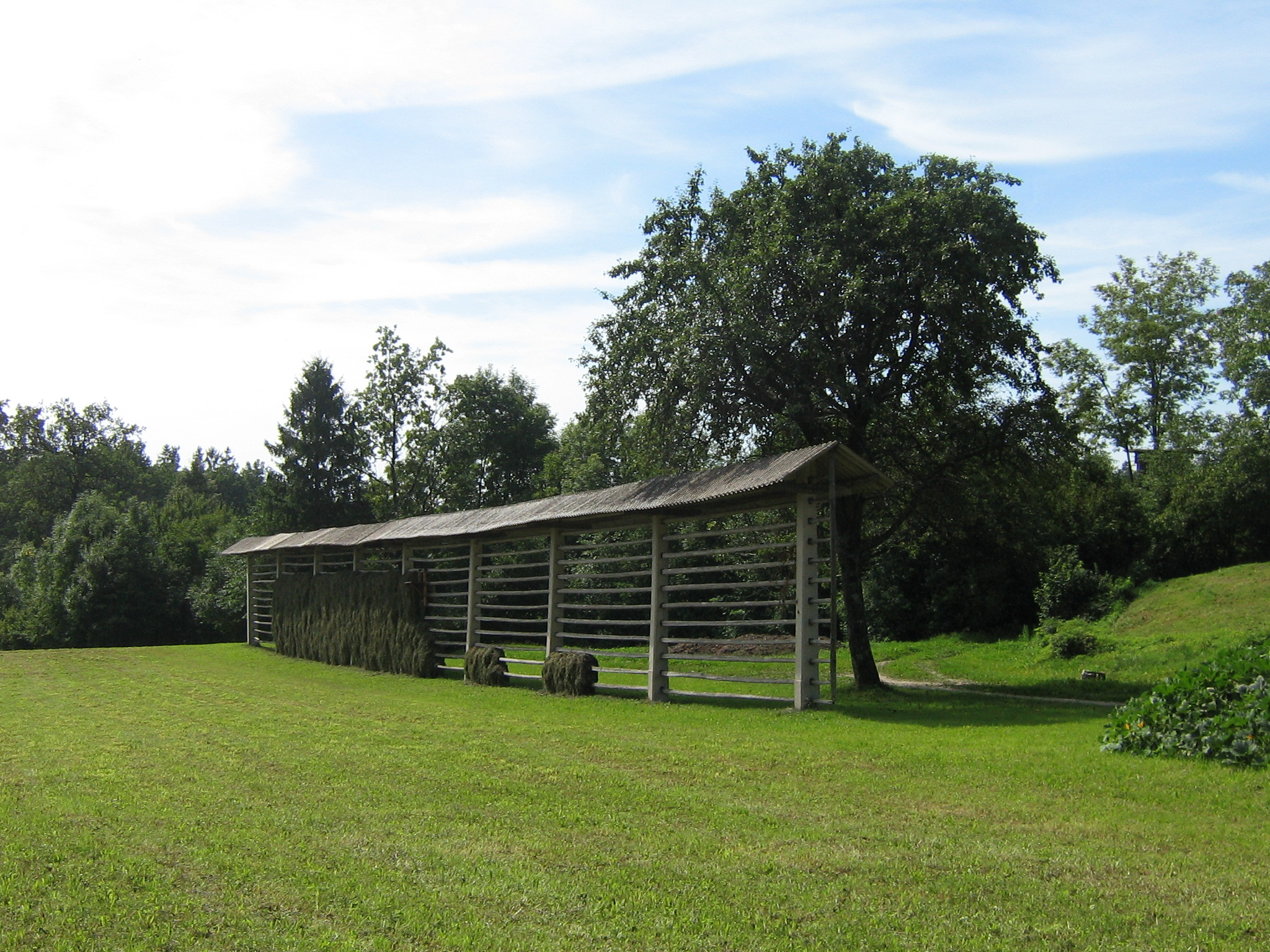
Kozolec près de Preddvor en Slovénie.

Kozolec (kozolci au pluriel) est le nom donné à une structure servant de séchoir à foin et essentiellement présente en Slovénie. Dans la région slovène de la Basse-Carniole, la structure est parfois dédoublée et dans ce cas, on lui donne le nom de toplar.
Cette structure est faite en grande partie de bois et sert à abriter le foin des animaux. Souvent son architecture est artistiquement très travaillée et elles sont considérées en Slovénie comme faisant partie de la culture locale. Bien que 80 % d'entre elles soient localisées en Slovénie (sauf dans les régions du Littoral slovène et du Prekmurje), on en trouve également dans la région du Frioul au nord-est de l’Italie mais aussi au sud de l’Autriche dans le Tyrol oriental.

## Description

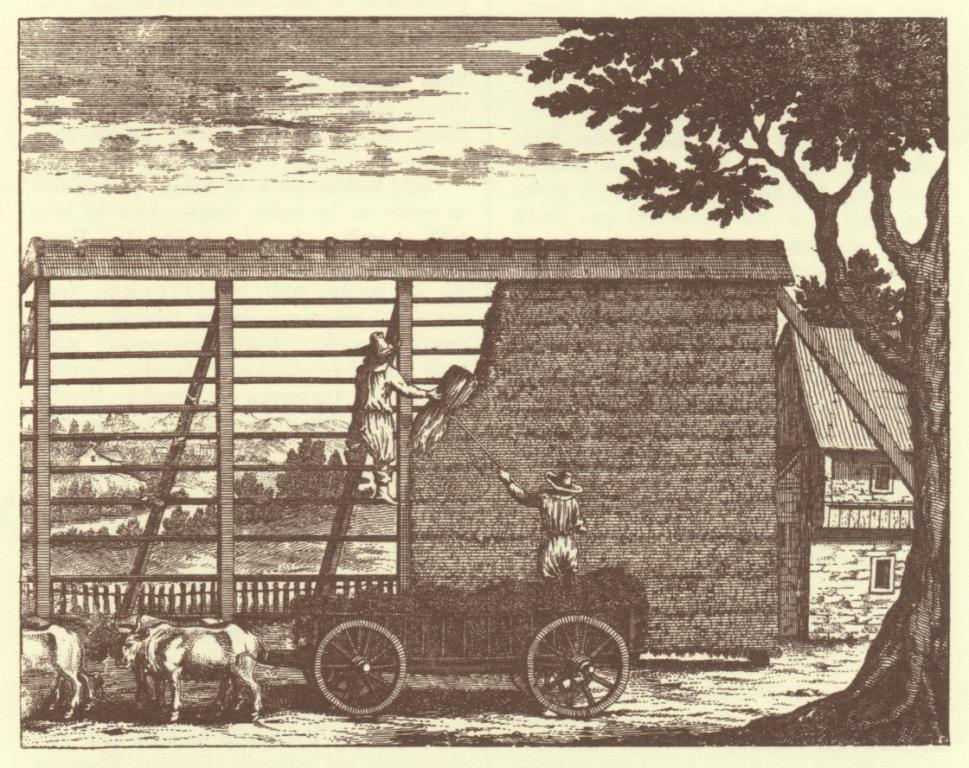
Représentation d'un kozolec.

Le kozolec simple est en général constitué de poteaux verticaux placés en ligne et reliés entre eux par des planches horizontales. Ces planches servent à recueillir le foin devant sécher ou rester sec. Une toiture plus ou moins étendue est placée au-dessus de cette structure pour protéger le foin des intempéries. 
Le toplar est de son côté constitué de deux rangées parallèles recouvertes par un toit très étendu. Sous ce toit, on installe parfois aussi un plancher, ce qui a pour effet de créer une sorte de grenier pouvant abriter également du matériel agricole. Cette structure dispose alors d’un pignon souvent décoratif et fait penser à un chalet sur pilotis (pilotis constitués des deux rangées parallèles de poteaux).

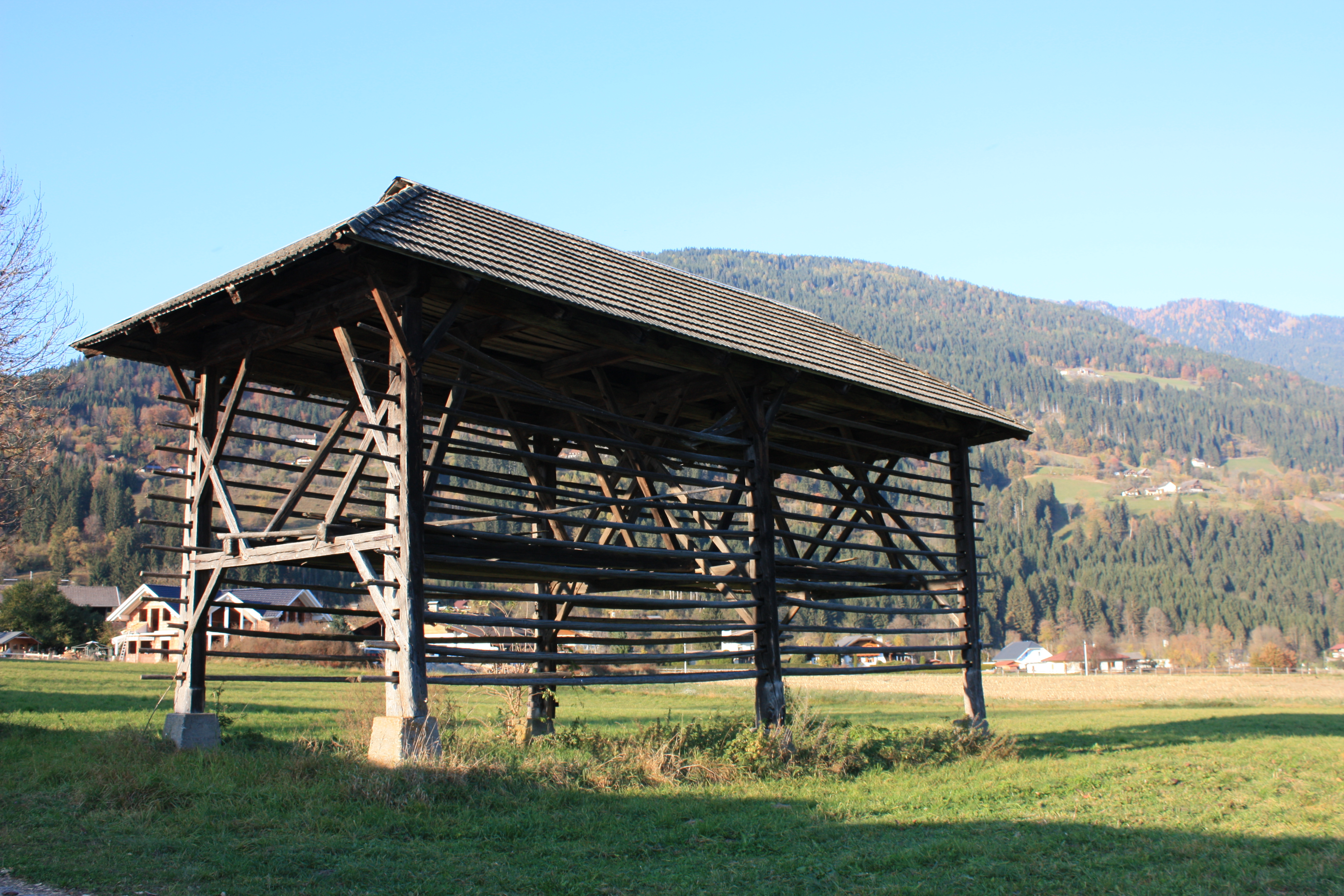
À Greifenburg en Autriche.
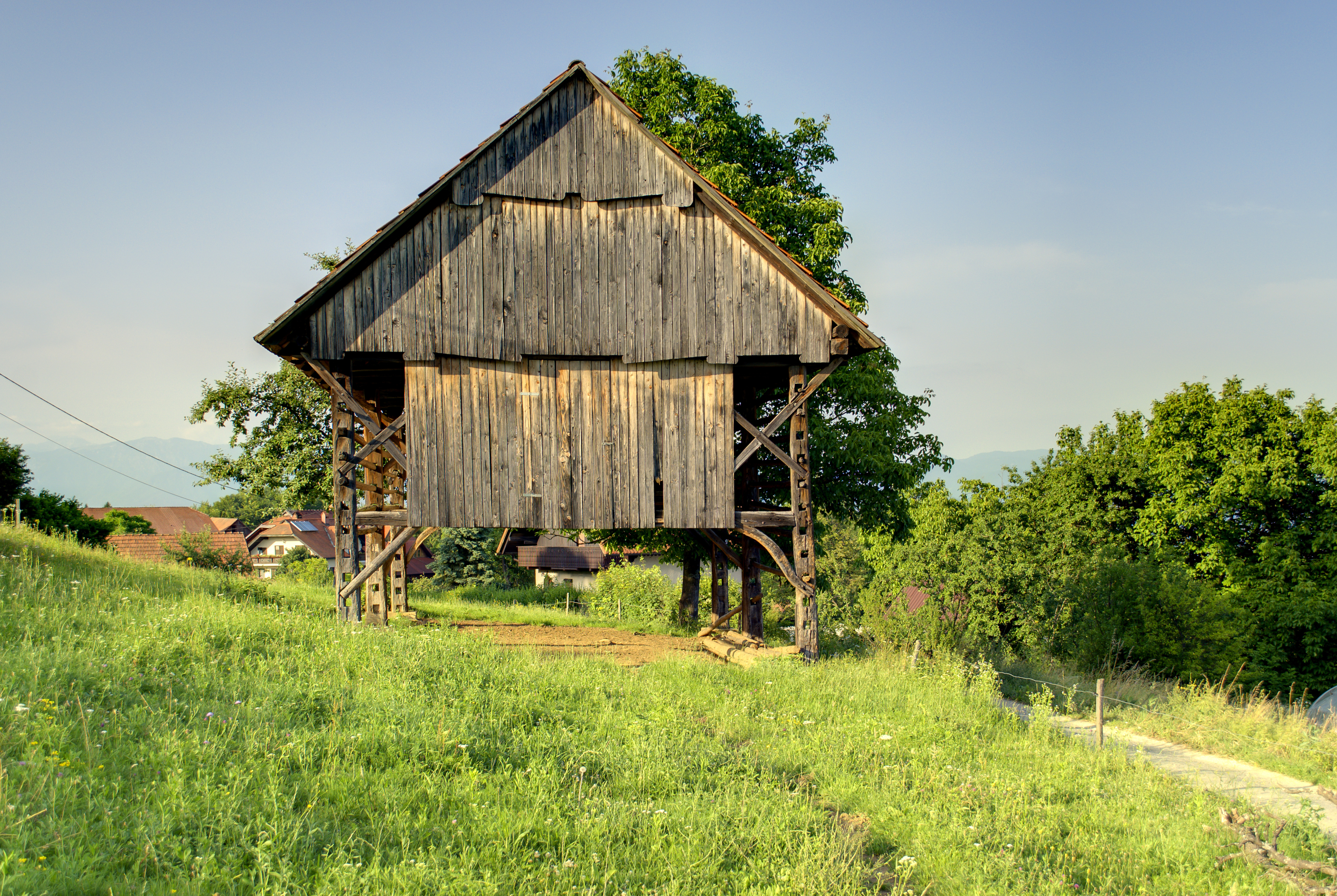
Structure double dénommée Toplar.
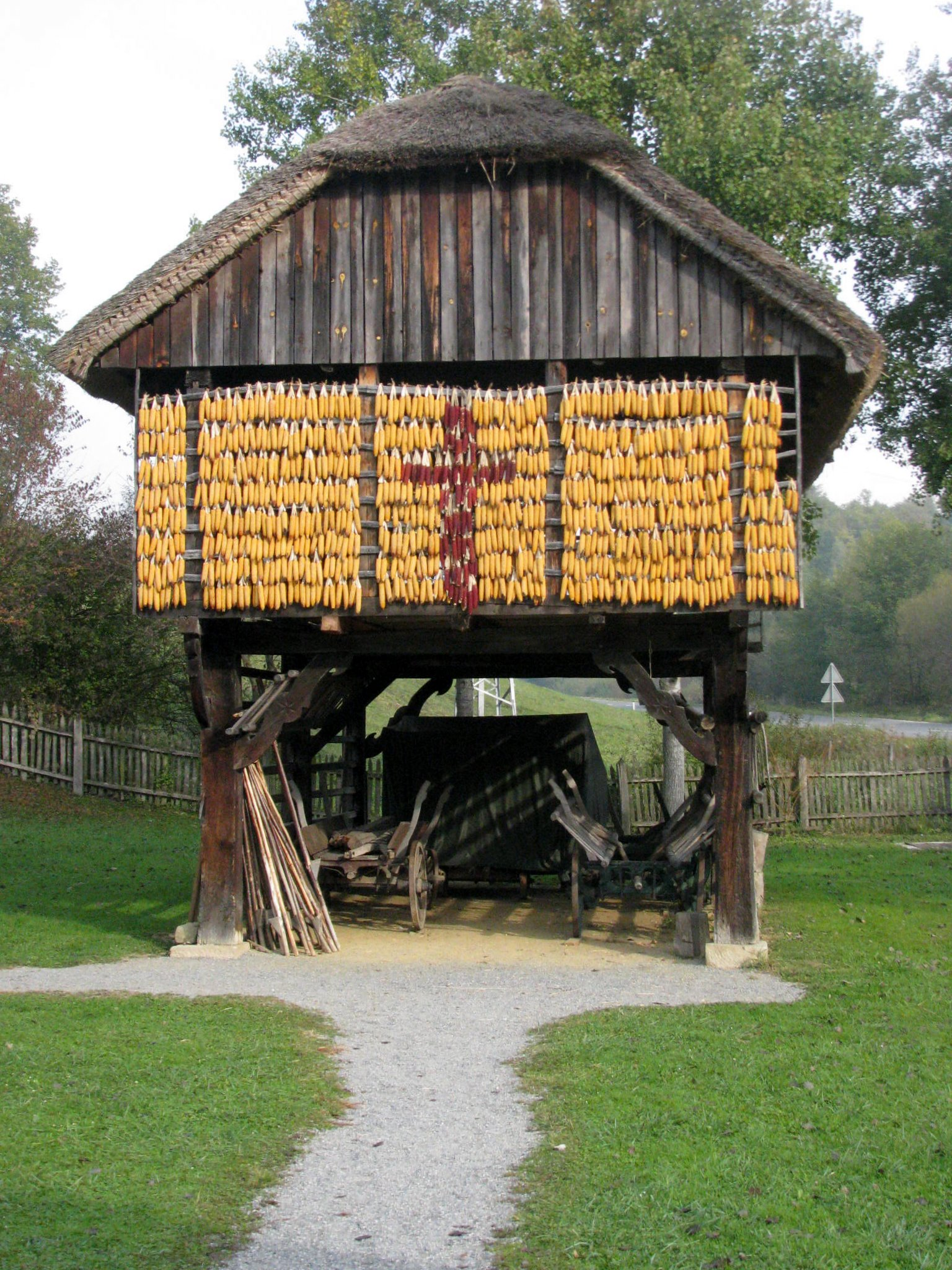
À Rogatec en Slovénie.